# Gheorghe Cozorici

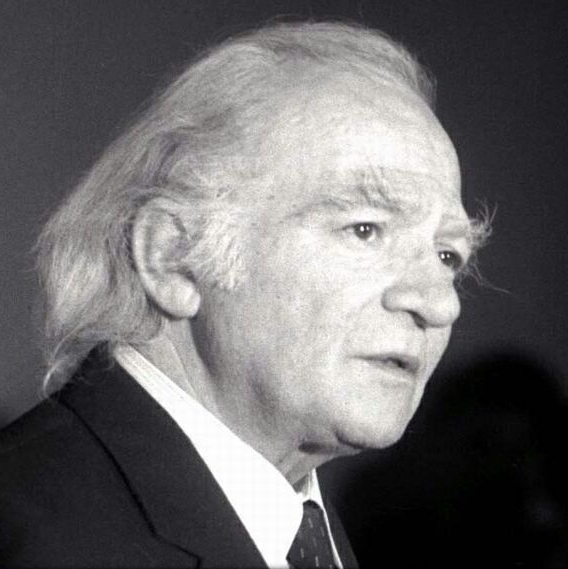
Gheorghe Cozorici

Gheorghe Cozorici (* 16. Juli 1933 in Suceava, Rumänien; † 10. Juni 1982 in Bukarest) war ein rumänischer Schauspieler.

## Leben
Gheorghe Cozorici schloss 1956 sein Schauspielstudium am Institutul de arta dramatica in Bukarest ab. Anschließend war er am Nationaltheater „Ion Luca Caragiale“ in Bukarest beschäftigt, wo er bis zu seinem Tod regelmäßig beschäftigt blieb. Ab Mitte der 1960er Jahre war er unter anderem in Der Wald der Gehenkten, Der kühne Flieger Vlaicu und Eine Besatzung für Singapur sowie weiteren rumänischen Filmen auf der Leinwand zu sehen. „Für herausragende Leistungen in der dramatischen Kunst“ wurde er 1967 mit dem Kultur-Verdienst-Orden ausgezeichnet.

## Filmografie (Auswahl)
- 1964: Mitschuldig (Partea ta de vină)
- 1965: Der Wald der Gehenkten (Pădurea spânzuraților)
- 1967: Gioconda ohne Lächeln (Gioconda fără surîs)
- 1973: Abenteuer im Zeichen des weißen Pferdes (Frații Jderi)
- 1974: Türkenschlacht im Nebel (Ștefan cel Mare)
- 1975: Gier (Patima)
- 1977: Der kühne Flieger Vlaicu (Aurel Vlaicu)
- 1977: Die Heimsuchung (Urgia)
- 1980: Auftrag 'Concordia' (Detașamentul Concordia)
- 1981: Eine Besatzung für Singapur (Un echipaj pentru Singapore)
- 1982: Der Goldschatz (Comoara)
- 1985: Gefährlicher Flug (Zbor periculos)
- 1985: Sentimentaler Sommer (Vară sentimentală)
- 1989: Der goldene Zug (Trenul de aur)